# Дементей, Василий Иванович
Василий Иванович Дементей (бел. Васіль Іванавіч Дземянцей; род. 20 сентября 1954, Застаринье, Чашникский район, Витебская область, БССР, СССР) — белорусский военный деятель, первый заместитель председателя Комитета государственной безопасности Республики Беларусь (2005—2007), заместитель председателя Государственного таможенного комитета Республики Беларусь (2008—2011).

## Биография
Родился 20 сентября 1954 года в д. Застаринье Чашникского района Витебской области. Закончил Лукомльский детский сад-начальную школу в д. Лукомль Чашникского района.
В 1981 году окончил Северо-Западный заочный политехнический институт, в 1985 году — Высшие курсы Комитета государственной безопасности СССР, в 1999 году — Академию управления при Президенте Республики Беларусь.
С 1974 по 1981 годы работал на строительстве электростанций в Ленинграде. С 1981 года — на комсомольской работе.
В 1983 году пришел в органы государственной безопасности. Службу проходил оперуполномоченным, старшим оперуполномоченным Лепельского райотделения и отдела УКГБ БССР по Витебской области, начальником Лепельского районного отделения, заместителем начальника отдела, заместителем начальника службы, начальником отдела УКГБ Республики Беларусь по Витебской области. В 1996 году назначен заместителем начальника УКГБ Республики Беларусь по Витебской области.
С 14 ноября 2001 года по 20 января 2005 года работал начальником управления КГБ по Витебской области.
20 января 2005 года назначен первым заместителем председателя Комитета государственной безопасности Республики Беларусь. В преддверии президентских выборов в Беларуси 2006 года заявил, что спецслужбы иностранных государств, в частности США, намерены дестабилизировать обстановку в Беларуси и будут предпринимать различные шаги, вплоть до интервенции.
17 июля 2007 года вместе с председателем Комитета государственной безопасности Республики Беларусь Сухоренко С. Н. освобожден от должности первого заместителя председателя Комитета государственной безопасности Республики Беларусь.
С 18 апреля 2008 года по 15 апреля 2011 года работал заместителем председателя Государственного таможенного комитета Республики Беларусь. Имеет звание государственного советника таможенной службы III ранга.
С 22 апреля 2011 года по 29 апреля 2016 года возглавлял Гродненскую региональную таможню.
В 2016 году устроился заместителем директора ООО «Бремино групп», занимающегося таможенным оформлением и перемещением грузов через границу, находящегося в зоне ответственности Гродненской региональной таможни, которое курировал по роду своей службы. С 2017 года работает директором ООО «Бремино групп».

## Санкции ЕС
В 2011 году, после проведения президентских выборов в Белоруссии 2010 года, которые Европейским союзом были признаны недемократическими, а также силового разгона акции протеста в Минске 19 декабря 2010 года, был включён в Чёрный список ЕС. В 2012 году Совет Европейского союза признал Дементея ответственным за репрессивную работу КГБ против гражданского общества и демократической оппозиции.
20 ноября 2020 года внесён в санкционные списки Литвы, Латвии и Эстонии.

## Награды
- медали «За безупречную службу» I, II и III степеней,
- почетный сотрудник органов государственной безопасности Республики Беларусь